# Valdelacalzada
Valdelacalzada es un municipio y localidad de España, en la provincia de Badajoz, comunidad autónoma de Extremadura.

## Toponimia
El nombre «Valdelacalzada» procede de la unión del prefijo «Val-», que significa «valle» y de «calzada», en referencia a una antigua calzada romana. Esto es así por la situación de la localidad, en un valle y limítrofe al sudoeste con una antigua calzada.

## Geografía física y político-administrativa
Valdelacalzada se ubica a medio camino entre Mérida y Badajoz, en las Vegas Bajas del Guadiana, concretamente en la margen derecha del río y a 7 km de Montijo. Pertenece a la Mancomunidad Integral de Servicios "Vegas Bajas" (anteriormente denominada "Lácara Sur"), a la Mancomunidad de Servicios Sociales de Base "Vegas Bajas del Guadiana II", a la tradicional comarca agraria de Tierra de Badajoz y al partido judicial de Badajoz. 
Por otra parte, Valdelacalzada forma parte de la Red Extremeña de Desarrollo Local a través de un Grupo de Acción, cuya asociación se denomina Adecom-Lácara.
A nivel eclesiástico perteneciente a la archidiócesis Mérida-Badajoz.

## Historia
En 1948 se crea este municipio en los terrenos de la finca La Vara. Entonces fue el primero de los pueblos de colonos de Extremadura, contando en sus inicios con cuarenta familias.
Valdelacalzada es un típico pueblo de colonos, con casas blancas de tejados rojos y a lo sumo dos niveles de altura.

## Demografía
Valdelacalzada cuenta con una población de 2755 habitantes (INE 2024).
| Gráfica de evolución demográfica de Valdelacalzada entre 2001 y 2021 |
| |
| Población de derecho según los censos de población del INE. Población de hecho según los censos de población del INE.Entre el censo de 2011 y el anterior, aparece este municipio porque se segrega del municipio Badajoz.- Nota: Este hecho se produjo el 2 de julio de 2012. |

## Economía
En la actualidad Valdelacalzada dispone de una economía basada en la agricultura, principalmente dedicada a la fruticultura, contando además con cinco empresas locales que se encargan de transformar y distribuir los productos por todo el mundo. También se dedica en menor medida a la ganadería. Además, cuenta con una cooperativa de colonos que es en la actualidad una de las más importantes a nivel nacional.

## Patrimonio
- Iglesia parroquial católica bajo la advocación de La Sagrada Familia, en la archidiócesis de Mérida-Badajoz.[5]

- Arquitectura de colonización

- Monumento a los Colonos

- Centro de interpretación floral Casa Flora, situado en los arcos de la plaza España.

- Museo de los Pueblos de Colonización, situado en un antiguo edificio destinado a sala de cines

- Casa de la Cultura, donde se encuentra la biblioteca municipal y la Universidad Popular de Valdelacalzada.

## Fiestas
- San Isidro. El día 15 de mayo se celebra la romería de san Isidro donde el pueblo disfruta de una jornada de convivencia con numerosas actividades en su zona de acampada.
- Fiestas en honor a la Virgen Madre. En torno al día 12 de octubre se celebran las ferias y fiestas de la localidad, en las cuales resaltan sus tres días con encierro de vaquillas (que gozan de popularidad en la zona) y un espectacular ambiente al darse la feria dentro del pueblo.
- Valdelacalzada en Flor.
- Festival Folklórico.